# Luca Briziarelli
Luca Briziarelli (Perugia, 11 febbraio 1976) è un politico italiano.

## Biografia
È stato vicesindaco e assessore di Passignano sul Trasimeno dal 2003 al 2013. Alle Elezioni amministrative in Italia del 2013, viene eletto consigliere comunale nella lista civica di centro-destra, Vivere Passignano. All'interno dell'amministrazione è stato membro della commissione urbanistica. Dal 2003 siede nell’ufficio di presidenza dell’Anci in rappresentanza dei Comuni di Centrodestra dell’Umbria. All'interno della Lega dal 2015, ha seguito il radicamento e la crescita del partito sul territorio e ha ricoperto il ruolo di “Responsabile delle Aree Tematiche”. Tra i temi seguiti l’attività di approfondimento e comunicazione relativa ai trasporti, al sociale, al turismo e al delicato tema dei rifiuti che ha portato all’istituzione della Commissione d’inchiesta regionale dopo lo scandalo Gesenu e all’attivazione della Commissione bicamerale d’Inchiesta sugli Ecoreati.

Tutela ambiente: intervento dell'On. Luca Briziarelli in Senato sull'introduzione in Costituzione, giugno 2021

Candidato nel collegio plurinominale Umbria - 01 alle elezioni politiche del 2018 viene eletto senatore della XVIII legislatura della Repubblica Italiana nella circoscrizione XIII Umbria all'interno della Lega.
È membro della 13ª Commissione permanente (Territorio, ambiente, beni ambientali) e Vicepresidente della Commissione parlamentare di inchiesta sulle attività illecite connesse al ciclo dei rifiuti e su illeciti ambientali ad esse correlati.
Alle elezioni politiche anticipate del 25 settembre 2022 viene ricandidato al Senato nel collegio plurinominale Umbria - 01 ma non viene rieletto.
Dopo aver abbandonato la Lega, nell’aprile del 2024 aderisce a Noi Moderati.

## Opere
- Claudio Lattanzi, Luca Briziarelli, C'era una volta... Il sistema Umbria, Orvieto (TR), Intermedia Edizioni, 2021, ISBN 9788831410243